# Estación de Cacém
La Estación Ferroviaria de Agualva-Cacém es una plataforma de la Línea de Sintra de la red de convoyes suburbanos de Lisboa. Sirve a la ciudad de Agualva-Cacém, en el municipio de Sintra.

## Descripción

### Localización
Esta plataforma se encuentra junto a la Avenida de la Estación, en la parroquia de Agualva, en el ayuntamiento de Sintra.

### Vías de circulación y plataformas
En el mes de enero de 2011, contaba con dos vías de circulación, con 273 y 297 metros de longitud; las plataformas tenían ambas 220 metros de extensión y 90 centímetros de altura.

### Transportes

#### Autobuses
Vimeca : 151,161,160,150,126,170,112,149,140,159
 Rodoviária de Lisboa : 215
 Scotturb : 463,448 (A 100 metros de la estación)

## Historia
La estación se localiza en el tramo original de la Línea de Sintra, entre Alcântara-Terra y Sintra, que fue abierto el 2 de abril de 1887.